# Memory Lane: The Best of McFly
Memory Lane: The Best of McFly é o segundo álbum de greatest hits da banda britânica McFly, lançado em 26 de novembro de 2012. A versão padrão do disco inclui três faixas inéditas, "Love is Easy", "Do Whatcha" e "Cherry Cola"; a deluxe contendo como extra um segundo disco, com outras faixas lançadas, além de covers e demos.
"Love Is Easy" foi lançada como single em 11 de novembro de 2012. Seu videoclipe foi liberado em outubro de 2012, e mostra a banda reconstituindo momentos de sua carreira.

## Faixas
| Disco um (edição padrão) |                                     |                                           |         |  |
| N.º                      | Título                              | Compositor(es)                            | Duração |  |
| 1.                       | "Love Is Easy"                      | Tom Fletcher, Danny Jones, Dougie Poynter | 3:41    |  |
| 2.                       | "Shine a Light" (feat. Taio Cruz)   | Fletcher, Jones, Taio Cruz                | 3:39    |  |
| 3.                       | "Party Girl"                        | Fletcher, Poynter, Dallas Austin          | 3:11    |  |
| 4.                       | "Falling in Love (canção de McFly)" | Fletcher, Jones, Tom Perry                | 4:27    |  |
| 5.                       | "Do Ya"                             | Fletcher, Jones, Poynter, James Bourne    | 2:54    |  |
| 6.                       | "Lies"                              | Fletcher, Jones, Poynter                  | 3:45    |  |
| 7.                       | "One for the Radio"                 | Fletcher                                  | 3:06    |  |
| 8.                       | "The Heart Never Lies"              | Fletcher                                  | 3:26    |  |
| 9.                       | "Transylvania"                      | Poynter, Fletcher                         | 4:10    |  |
| 10.                      | "Friday Night"                      | Fletcher, Jones, Poynter                  | 3:22    |  |
| 11.                      | "Star Girl"                         | Fletcher, Jones, Poynter, Harry Judd      | 3:28    |  |
| 12.                      | "Don't Stop Me Now"                 | Freddie Mercury                           | 3:20    |  |
| 13.                      | "I'll Be OK"                        | Fletcher, Jones, Poynter                  | 3:24    |  |
| 14.                      | "All About You"                     | Fletcher                                  | 3:06    |  |
| 15.                      | "Room on the 3rd Floor"             | Fletcher, Jones                           | 3:16    |  |
| 16.                      | "Obviously"                         | Fletcher, Jones, Bourne                   | 3:18    |  |
| 17.                      | "5 Colours in Her Hair"             | Fletcher, Jones, Bourne                   | 2:58    |  |
| 18.                      | "Do Whatcha"                        | Poynter                                   | 3:12    |  |
| 19.                      | "Cherry Cola"                       | Fletcher, Jones, Poynter                  | 3:03    |  |
| 20.                      | "That Girl" (demo original)         | Fletcher, Jones, Bourne                   | 3:17    |  |
| 21.                      | "Obviously" (demo original)         | Fletcher, Jones, Bourne                   | 3:18    |  |
| 22.                      | "Memory Lane"                       | Fletcher, Bourne                          | 4:40    |  |

| Disco dois (extra da edição deluxe) |                                                                |                                                               |         |  |
| N.º                                 | Título                                                         | Compositor(es)                                                | Duração |  |
| 1.                                  | "Umbrella"                                                     | Jay-Z, Kuk Harrell, Terius Nash, Christopher "Tricky" Stewart | 4:05    |  |
| 2.                                  | "Lola" (feat. Busted)                                          | Ray Davies                                                    | 4:13    |  |
| 3.                                  | "The Guy Who Turned Her Down"                                  | Fletcher, Jones, Poynter, Judd                                | 3:58    |  |
| 4.                                  | "Get Over You"                                                 | Fletcher, Bourne                                              | 2:34    |  |
| 5.                                  | "You've Got a Friend"                                          | Carole King                                                   | 4:27    |  |
| 6.                                  | "No Worries"                                                   | Fletcher, Jones                                               | 2:56    |  |
| 7.                                  | "Silence is a Scary Sound" (ao vivo na Manchester Arena, 2006) | Poynter                                                       | 3:24    |  |
| 8.                                  | "Sunny Side of the Street" (demo)                              | Fletcher, Jones                                               | 3:14    |  |
| 9.                                  | "Memory Lane" (ao vivo na Manchester Arena, 2006)              | Fletcher, Bourne                                              | 5:14    |  |
| 10.                                 | "Surfer Babe"                                                  | Fletcher, Bourne                                              | 2:35    |  |
| 11.                                 | "Ignorance"                                                    | Poynter                                                       | 3:00    |  |
| 12.                                 | "Down Down" (demo)                                             | Fletcher, Jones, Poynter                                      | 3:23    |  |
| 13.                                 | "Mess You Around" (demo)                                       | Poynter                                                       | 2:07    |  |
| 14.                                 | "Rockin' Robin"                                                | Leon Rene                                                     | 2:35    |  |
| 15.                                 | "POV"                                                          | T. Fletcher                                                   | 3:53    |  |
| 16.                                 | "She Loves You"                                                | John Lennon, Paul McCartney                                   | 2:14    |  |
| 17.                                 | "Mr. Brightside"                                               | Brandon Flowers, Dave Keuning                                 | 3:14    |  |
| 18.                                 | "Little Joanna"                                                | Fletcher, Poynter, Jones                                      | 3:56    |  |
| 20.                                 | "Bubble Wrap"                                                  | Fletcher                                                      | 5:12    |  |
| 21.                                 | "5 Colours in Her Hair" (versão dos Estados Unidos)            | Fletcher, Jones, Bourne                                       | 3:06    |  |